# 羅馬宗座應該
《羅馬宗座應該》（Decet Romanum Pontificem）是指教宗良十世在1521年1月3日頒布的教宗詔書。這份教宗詔書將德國神學家馬丁·路德逐出教會，並宣布路德及其追隨者為異端。早在1520年，教宗良十世在教宗詔書《主起來吧》中，便威脅路德應改變其在《九十五條論綱》的立場，否則將開除其教籍。不過路德在沃爾姆斯議會上拒絕放棄其想法。1520年12月10日，路德在路德城威登堡燒毀其收到的《主起來吧》文件，以清楚表明他對這份教宗詔書的回應。

## 外部連結
- Text of Decet Romanum Pontificem （页面存档备份，存于） (Microsoft Word format)
- . Vatican City: Vatican Secret Archives. c. 2006  [3 January 2022]. （原始内容存档于22 May 2011）.